# Condado de Atkinson
El condado de Atkinson es un condado situado en el estado de Georgia, en los Estados Unidos. Se formó en 1917 a partir de zonas de los condados de Coffee y Clinch. Según el censo de 2010, la población era de 8375 habitantes. La sede del condado es Pearson.

## Historia
El condado recibe su nombre de William Yates Atkinson, gobernador demócrata de Georgia de 1894 a 1898.

## Geografía
De acuerdo con la oficina del censo de los Estados Unidos, el condado tiene una superficie total de 891 km², de los cuales, 876 km² son de tierra y 16 km² (1,76%) corresponden a agua.

## Demografía
Según el censo de 2010, hay 8375 personas residentes en el condado, formando 2745 unidades familiares, con una media de 3,03 personas por hogar. La densidad de población es de 9,4 hab/km ². Hay 3560 viviendas en una densidad de 4 viv/km ². La composición étnica de la población es 77,7% blanca, 17,6% afroamericana, 1,3% nativos americanos, 0,6% asiáticos, 1,0% de americanos oceánicos y 1,8% de dos o más razas. El 10,9% de la población era nacida en el extranjero. Por edades, el 29,4% de la población era menor de 18 años, y el 11.3% mayor de 65.
Según el censo de 2010, el 34,5% de los hogares tenían hijos menores de 18 años que vivían con ellos, de los que el 23,0% eran parejas casadas que viven juntas, el 11,4% eran familias monoparentales y el 27,6% no eran familias. El 22,9% de los hogares estaban compuestos por una sola persona, incluyendo un 8,4% de personas mayores solas.
Los ingresos medios por habitante ascendían en 2011 a $15 172, y la  mediana por hogar era de $32 814. El 31,5% de la población vivía por debajo del umbral de la pobreza.

## Ciudades y pueblos

### Incorporados
- Pearson.
- Willacoochee.

### No incorporados
- Axson.
- Henderson Still.
- Kirkland.
- Leliaton.
- Oberry.
- Sandy Bottom.
- Stokesville.